# Petaloptila pallescens
Petaloptila pallescens är en insektsart som beskrevs av Bolívar, I. 1927. Petaloptila pallescens ingår i släktet Petaloptila och familjen syrsor. Inga underarter finns listade i Catalogue of Life.